# 滨江开元广场
滨江开元广场是位于杭州市滨江区西部的浦沿街道的商业综合体，地处之江大桥东入口北侧，是杭州地铁6号线西浦路站TOD上盖项目，包括酒店、公寓、写字楼和商场，总建筑面积约23.3万方，其中地上面积14.7万方，商场于2023年12月31日开业，这是继加州阳光·开元广场、萧山开元广场之后杭州第三座开元广场。

## 简介
它由杭州新生股份经济合作社投资建设，开元商管集团承租运营。广场位于滨江区智慧新天地片区。
入驻超160个品牌商家，主要有万达影城、捷安特、海底捞、新白鹿、哥老官、破店肥哈、奈雪的茶、星巴克、肯德基、小菜园、霸王茶姬、乡村基、楠山隐、制者、外里、泰鲜莱、辣二、喜川和等等。

## 图集
- 开元广场外观
- 开元广场外观
- 开元广场外观
- 开元广场外观
- 开元广场内部
- 开元广场内部
- 开元广场内部
- 开元广场内部